# Division du monde dans l'islam
La Division du monde dans l'islam est une vision géopolitique conforme au droit musulman classique. Dans la jurisprudence islamique, elle fait souvent référence à une partie du monde, appelée dar (au singulier en arabe : دار), qui, traduite littéralement, peut vouloir dire « maison », « demeure », « domaine », « division (partie) », « lieu », « terre » ou « pays ».

## Généralités
Les notions de « maisons », de « domaines » ou de « divisions » du monde dans l'islam, telles que Dar al-Islam et Dar al-Harb, n'apparaissent ni dans le Coran ni dans la Sunna. Selon le professeur Khaled Abou El Fadl, les seuls dar dont le Coran parle sont « la demeure de l'au-delà et la demeure de la vie terrestre, la première étant décrite comme étant nettement supérieure à la seconde ».
Dans le droit musulman, les divisions principales sont le Dar al-Islam (littéralement « territoire de l'Islam » désignant les régions régies par la Charia), le Dar al-Harb (littéralement « territoire de la guerre » désignant les terres non-musulmanes dont les habitants refusent de se convertir à l'Islam, que leurs dirigeants combattent) et le Dar al-Sulh (littéralement, « territoire de l'accord » désignant les terres non musulmanes qui ont conclu un armistice avec un gouvernement musulman).
Les premiers fuqaha ont conçu ces termes pour désigner les règles juridiques relatives aux conquêtes musulmanes en cours, presque un siècle après Mahomet. L'imam Abou Hanifa et ses élèves Abou Youssouf et Al-Shaybânî ont été les premiers à utiliser ces termes. Au Cham voisin, cette division du monde a été introduite par al Awzâ'î puis, plus tard, par Ash-Shâfi'î. 
Le concept de Dar al-Harb a été affecté par des changements historiques tels que la fragmentation politique du monde musulman à partir de 1258 et a peu de signification aujourd'hui. La distinction théorique entre Dar al-Islam et Dar al-Harb est largement considérée comme inapplicable, et de nombreux fuqaha contemporains considèrent l'Occident comme appartenant au premier, car les musulmans occidentaux peuvent y pratiquer et prêcher librement leur foi.

## Appellations canoniques

### Dar al-IslametDar al-Harb
Dans la tradition  musulmane, le monde est initialement divisé en seulement deux parties : Dar al-Islam ou « domaine de la soumission à Dieu » (en arabe : دار الإسلام) et Dar al-Harb, le « domaine de la guerre » (en arabe : دار الحرب). « Dar al-Islam » désigne initialement les pays où s'appliquent les différentes formes de doctrines normatives islamiques, puis, par extension, ceux à majorité musulmane et/ou gouvernés par des musulmans. Quant au « Dar al-Harb », ce sont les pays où l'Islam reste à apporter, le mot « Harb » signifiant "guerre" dans divers sens du terme, guerre militaire de conquête. Une troisième catégorie existe alors, Dar al-ahd, c'est-à-dire la catégorie de l'alliance dont de nombreux exemples historiques sont ainsi attestés dès l'époque prophétique : parmi d'autres, le plus célèbre est ainsi celui qui lie la première communauté des fidèles (la oumma) au royaume chrétien d'Abyssinie (actuelle Éthiopie). 
Ces termes ne figurent pas dans le Coran ou les hadîths, mais apparaissent en relation avec les conquêtes des Omeyyades, des Abbassides et des Ottomans chez les théologiens qui définissent le « Dar al-Islam » comme l'ensemble des pays où l'on peut publiquement effectuer les cinq appels à la prière quotidiens, vivre selon les préceptes de l'Islam et élever des mosquées. Traditionnellement, dans ces territoires, le non-musulman a le statut de dhimmi (« protégés », mais des "protégés" qui doivent payer cette protection en payant une taxe qui, en retour, dispense de l'effort de guerre: le kharadj). Sous dénomination, les peuples protégés étaient ainsi autorisés à pratiquer leur culte, conserver leurs lieux de prière et à juger et être jugés selon leurs propres législations.
Plus tard, la théologie musulmane évoluant et les relations des États musulmans avec le reste du monde se complexifiant, d'autres appellations apparaissent.

### Les « Trois domaines »:Dar al-Islam,Dar al-Kufr(ouHarb) etDar al-'Ahd(ouSuhl)
Le Dar al-Kufr (en arabe : دار الكفر, « domaine des infidèles » ou « domaine de l'incroyance ») est une expression qui sert à désigner les territoires où la charia s'est appliquée, mais ne s'applique plus, comme dans le cas de la péninsule Ibérique après la reconquista, de la Palestine sous la domination des États latins d'Orient ou de l'État d'Israël, des pays musulmans colonisés par des européens ou encore des pays à majorité musulmanes ayant, comme la Turquie, adopté des lois laïques. Le  « Dar al-Kufr » est donc un territoire qui a fait partie (ou devrait faire partie) du « Dar al-Islam » mais a rejoint le « Dar al-Harb ».     
Plus tardivement (XVe siècle) apparaît dans l'Empire ottoman un « troisième domaine », intermédiaire entre les deux premiers, le Dar al-'Ahd ou « Dar al-Suhl » (en arabe : دار العهد « domaine du pacte » ou « de l'alliance ») pour décrire la relation du califat et sultanat ottoman avec ses vassaux chrétiens, tels que les royaumes géorgiens du Caucase ou les principautés roumaines qui lui versent un tribut, lui fournissent des troupes et protègent ses fidèles en échange de la paix.

## Appellations non canoniques
Sources :

### Dâr ash-Shahâda
La laïcité en Turquie, la séparation des cultes et de l'État en France et ailleurs, sont des concepts récents qui ont suscité le concept de Dâr ash-Shahâda (en arabe : دار الشهادة  « domaine du témoignage »). Ce néologisme, définit le domaine géographique où le croyant musulman doit « porter témoignage de sa foi » en vivant au sein d'une société laïque, mais selon les préceptes de l'Islam.

### Dar al-Dawa
Dar al-Dawa (en arabe : دار الدعوة « domaine de l'invitation ») est un autre néologisme utilisé pour décrire trois choses :
- historiquement, l'Arabie pré-islamique avant et pendant la vie de Mahomet ;
- géographiquement, une région où vit une population modérément musulmane ou récemment convertie (à l'exemple des Aimaks d'Afghanistan, des Kalash du Pakistan, des populations turques ou iranophones de l'Asie centrale ex-soviétique ou chinoise, de la plupart des Indonésiens), population qui garde encore des traditions non-musulmanes et qui est « invitée » à adopter un islam « plus pur » ;
- enfin, plus récemment les populations d'origine musulmane d'Occident, « désislamisées » (ou laïcisées), elles aussi « invitées » à revenir à davantage de pratique religieuse.

### Dar al-Amn
Dar al-Amn (en arabe : دار الأمن « domaine de la sécurité ») est un dernier néologisme parfois utilisé pour le statut des musulmans dans des pays non-islamiques, où aucune restriction légale ne heurte la pratique de l'Islam par ceux qui s'en réclament : cela vaut pour des pays traditionnels du « Dar al-'Ahd » ou « Dar al-Suhl »  comme la Roumanie, mais aussi pour des pays à minorités musulmanes, non-laïcs, où les religions se partagent l'espace public, comme les Pays-Bas, l'île Maurice ou bien l'Éthiopie.